# الدوري الإسباني الدرجة الثانية 1990–91
دوري الدرجة الثانية الإسباني 1990–91 (بالإسبانية: Segunda División de España 1990-91)‏ هو الموسم 60 من دوري الدرجة الثانية الإسباني. أشرف على تنظيمه الاتحاد الملكي الإسباني لكرة القدم، وكان عدد الأندية المشاركة فيه 20، وفاز فيه نادي ألباسيتي.